# Малый Кандабулак
Малый Кандабулак — река в России, левый приток Кандабулака. Протекает в Елховском и Сергиевском районах Самарской области. Устье реки находится в 29 км по левому берегу реки Кандабулак. Длина реки составляет 12 км.

## Данные водного реестра
По данным государственного водного реестра России относится к Нижневолжскому бассейновому округу, водохозяйственный участок реки — Сок от истока и до устья. Речной бассейн реки — Волга от верховий Куйбышевского вдхр. до впадения в Каспий.
Код объекта в государственном водном реестре — 11010000612112100006096.